# Донієрро
Донієрро (ісп. Donhierro) — муніципалітет в Іспанії, у складі автономної спільноти Кастилія-і-Леон, у провінції Сеговія. Населення — 115 осіб (2010).
Муніципалітет розташований на відстані близько 110 км на північний захід від Мадрида, 50 км на захід від Сеговії.

## Демографія
Динаміка населення (INE ):